# Xanthorhoe grisearia
Xanthorhoe grisearia är en fjärilsart som beskrevs av Aubert 1962. Xanthorhoe grisearia ingår i släktet Xanthorhoe och familjen mätare. Inga underarter finns listade i Catalogue of Life.